# Ezra C. Carleton
Ezra Child Carleton (* 6. September 1838 in St. Clair, St. Clair County, Michigan; † 24. Juli 1911 in Port Huron, Michigan) war ein US-amerikanischer Politiker. Zwischen 1883 und 1887 vertrat er den Bundesstaat Michigan im US-Repräsentantenhaus.

## Werdegang
Ezra Carleton besuchte die öffentlichen Schulen seiner Heimat und danach bis 1859 die Port Huron High School. Danach arbeitete er in Port Huron im Eisenwarenhandel. Außerdem begann er als Mitglied der Demokratischen Partei eine politische Laufbahn. In den Jahren 1881 und 1882 war er Bürgermeister der Stadt Port Huron.
Bei den Kongresswahlen des Jahres 1882 wurde er im siebten Wahlbezirk von Michigan in das US-Repräsentantenhaus in Washington, D.C. gewählt, wo er am 4. März 1883 die Nachfolge von John Tyler Rich antrat. Nach einer Wiederwahl im Jahr 1884 konnte er bis zum 3. März 1887 zwei Legislaturperioden im Kongress absolvieren. Nach seinem Ausscheiden aus dem US-Repräsentantenhaus nahm Carleton seine frühere Tätigkeit im Eisenwarenhandel wieder auf. Im Jahr 1894 bewarb er sich erfolglos um die Rückkehr in den Kongress. Er starb am 24. Juli 1911 in Port Huron, wo er auch beigesetzt wurde.